# 296987 Piotrflin
296987 Piotrflin è un asteroide della fascia principale. Scoperto nel 2010, presenta un'orbita caratterizzata da un semiasse maggiore pari a 3,2105062 UA e da un'eccentricità di 0,2060791, inclinata di 15,89391° rispetto all'eclittica.